# 唐人町站

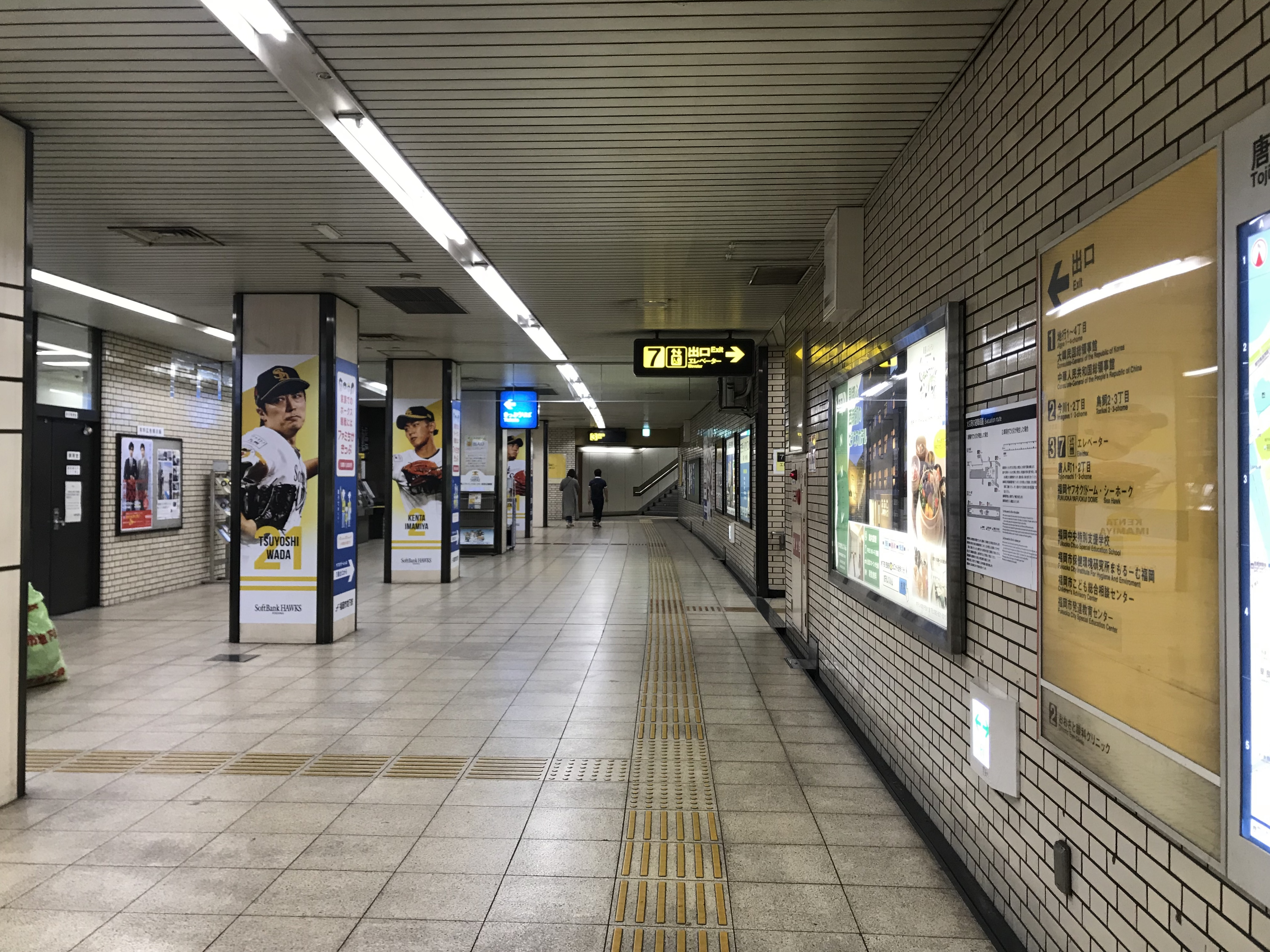
大堂

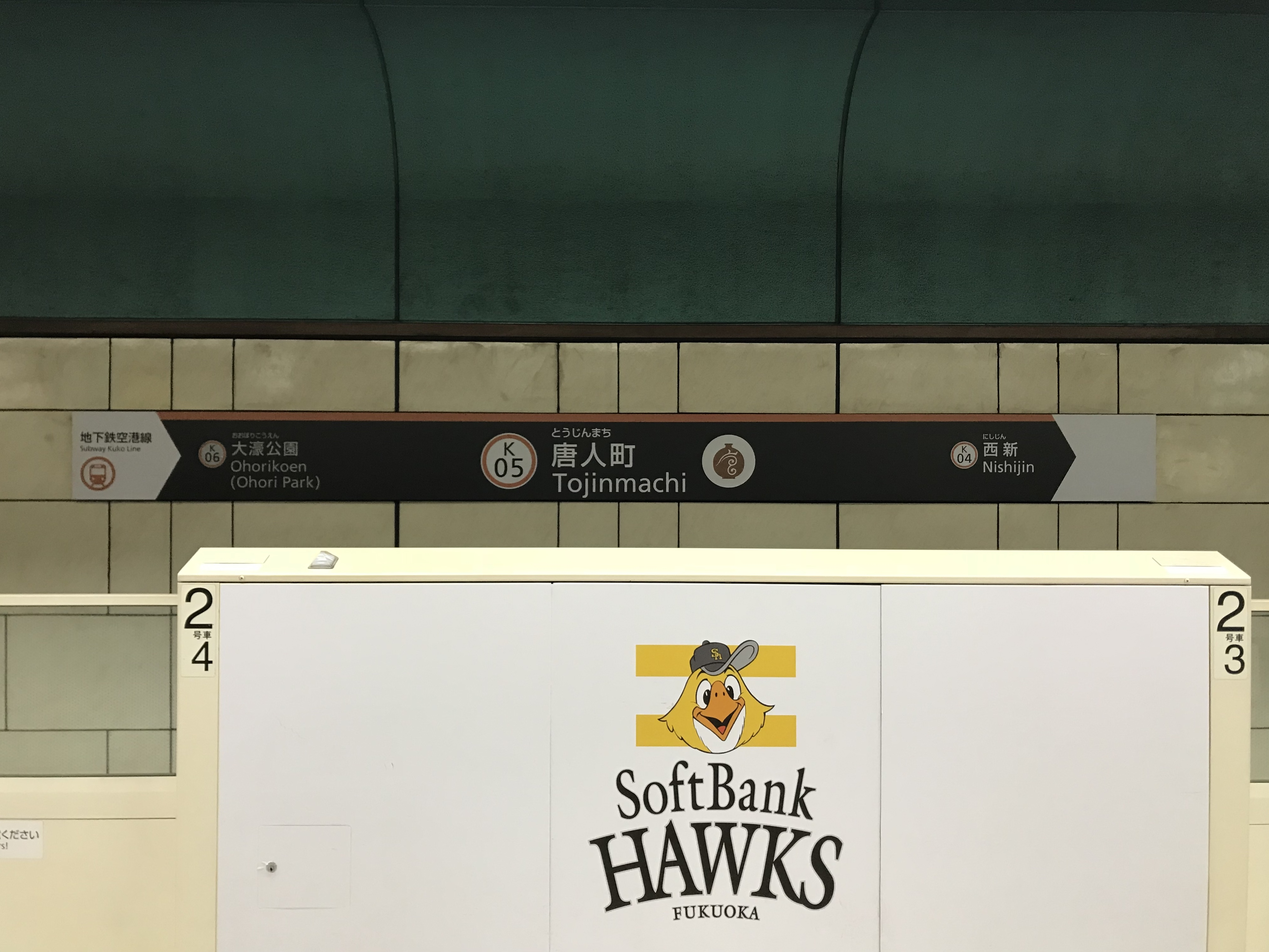
站名牌

唐人町站（日语：／ Tōjinmachi eki */?）是一個位於日本福岡縣福岡市中央區黑門，屬於福岡市地下鐵機場線的鐵路車站。此站是距離福岡巨蛋最近的車站。車站編號是K05。

## 歷史
- 1981年（昭和56年）7月26日 - 開業。

## 車站構造
- 島式月台1面2線的地底車站。位於黑門西交差點與唐人町西交差點之間的明治通（日语：明治通り (福岡市)）正下方。地下2樓是月台，地下1樓設有大堂。設有7個出入口。

### 月台配置
| 月台 | 路線   | 目的地                         |
| ---- | ------ | ------------------------------ |
| 1    | 機場線 | 天神、博多、福岡機場、貝塚方向 |
| 2    | 機場線 | 姪濱、筑前前原、唐津方向       |

## 利用狀況
2016年（平成28年）度的1日平均上車人次為11,137人。
近年的1日平均上車人次的推移如下表。
| 年度               | 1日平均 上車人次 |
| ------------------ | ---------------- |
| 2001年（平成13年） | 8,208            |
| 2002年（平成14年） | 8,112            |
| 2003年（平成15年） | 8,408            |
| 2004年（平成16年） | 8,106            |
| 2005年（平成17年） | 8,201            |
| 2006年（平成18年） | 8,741            |
| 2007年（平成19年） | 8,937            |
| 2008年（平成20年） | 8,892            |
| 2009年（平成21年） | 8,475            |
| 2010年（平成22年） | 8,669            |
| 2011年（平成23年） | 9,336            |
| 2012年（平成24年） | 9,965            |
| 2013年（平成25年） | 10,329           |
| 2014年（平成26年） | 10,785           |
| 2015年（平成27年） | 11,750           |
| 2016年（平成28年） | 11,137           |

## 相鄰車站
福岡市交通局（福岡市地下鐵）
 機場線
西新（K04）－唐人町（K05）－大濠公園（K06）

## 外部連結
- 福岡市地下鐵 唐人町站（页面存档备份，存于）（日語）